# Stefán & Eyfi
Stefán & Eyfi was een IJslands duo dat deelnam aan het Eurovisiesongfestival 1991 in Rome. Met het lied Nina werden ze 15de.
Stefán Hilmarsson werd op 26 juni 1966 in Reykjavik geboren. Zijn muzikale carrière startte in 1987 en hij werd erg populair als leadzanger van de band Salin, de groep bracht al 2 albums uit. In 1988 zong Stefan ook al in de groep Beathoven op het songfestival.
Eyfi Kristjansson werd in 1961 in Reykjavik geboren, zijn muzikale carrière begon in 1983.
1986: ICY · 
1987: Halla Margrét · 
1988: Beathoven · 
1989: Daníel Ágúst · 
1990: Stjórnin · 
1991: Stefán & Eyfi · 
1992: Heart 2 Heart · 
1993: Inga · 
1994: Sigga · 
1995: Bo Halldórsson · 
1996: Anna Mjöll · 
1997: Paul Oscar · 
1999: Selma · 
2000: August & Telma · 
2001: Two Tricky · 
2003: Birgitta · 
2004: Jónsi · 
2005: Selma · 
2006: Silvia Night · 
2007: Eiríkur Hauksson · 
2008: Euroband · 
2009: Yohanna · 
2010: Hera Björk · 
2011: Sigurjón's Friends · 
2012: Gréta Salóme & Jónsi · 
2013: Eyþór Ingi Gunnlaugsson · 
2014: Pollapönk · 
2015: María Ólafsdóttir · 
2016: Gréta Salóme · 
2017: Svala · 
2018: Ari Ólafsson · 
2019: Hatari · 
2021: Daði & Gagnamagnið · 
2022: Systur · 
2023: Diljá · 
2024: Hera Björk · 
2025: Væb